# Paratype nigra
Paratype nigra är en fjärilsart som beskrevs av Gottfried Christian Reich 1936. Paratype nigra ingår i släktet Paratype och familjen björnspinnare. Inga underarter finns listade i Catalogue of Life.